# Joan Calví
Joan Calví (en francès, Jean Cauvin) (Noyon, 10 de juliol de 1509 - Ginebra, 27 de maig de 1564) fou un teòleg francès, impulsor de la Reforma Protestant que posteriorment va ser anomenada calvinisme. Calví tenia 8 anys quan Martí Luter va fer públiques les seves 95 tesis. El seu nom figura al Calendari de Sants Luterans, commemorat el 26 de maig, i el 28 de maig per l'Església Episcopal d'EEUU.
Calví va estudiar humanitats i lleis a la Universitat de París. El 1532 va rebre el grau de Doctor de Lleis a Orleans. La seva primera publicació va ser una edició del filòsof romà Sèneca, De clementia, acompanyada d'un complet comentari. Després de la seva conversió a les idees protestants, influït principalment pel luteranisme, va decidir viatjar a Basilea, però es va establir a Ginebra. Va ser pastor d'una església a Estrasburg del 1538 al 1541. Es va casar el 1539 amb Idelette de Bure, que era anabaptista. Va retornar a Ginebra, on va morir el 1564.
Calví és considerat un dels reformadors protestants més influents. El 1536, quan tenia 26 anys, va publicar, en llatí, Institutio Christianae Religionis, un dels escrits més importants de la teologia cristiana, que encara avui es llegeix, i el 1541 en va fer la versió en francès. També va publicar diversos volums de comentaris sobre la majoria dels llibres de la Bíblia, dels quals actualment es continuen fent impressions.

## Biografia
Joan Calví nasqué a Noyon (Picardia, a uns 100 km al nord de París) i era fill de Gérard Cauvin i Jeanne Lefranc. Fou excel·lent en els estudis i profundament religiós des de jove el 1532.
Els seus primers estudis estigueren destinats a la carrera eclesiàstica. La seva formació inicial la rebé al Col·legi de la Marche i al Col·legi de Montaigne, allà hi estudiaren també Erasme de Rotterdam i Ignasi de Loiola. El pare de Calví era advocat i el 1523 envià Joan, que aleshores tenia 14 anys, a la Universitat de París a estudiar humanitats i dret. A instàncies del seu pare, que pretenia que Joan seguís el camí de les lleis, es matriculà a les universitats d'Orléans i de Bourgues. El 1532 es doctorà en dret a Orléans. Durant el seu pas pels claustres universitaris entrà en contacte amb les idees humanistes i reformades de la teologia de Martí Luter. L'abril de 1532, quan tenia 22 anys, publicà un comentari sobre el De Clementia de Sèneca, treball que posà en evidència els seus dons com pensador. No és del tot clar el moment en què Calví s'adherí al protestantisme, però probablement seria durant els anys de la universitat on el seu pensament hagués canviar, car ell era catòlic a Noyon, on el seu pare era secretari del bisbe.
D'acord amb una biografia de Calví escrita el 1477 per Jérome-Hermès Bolsec, contrari a les idees calvinistes sobre la predestinació, essent jove sacerdot, Calví hauria estat condemnat a Noyon pel delicte de sodomia, que es castigava amb la foguera. Tanmateix, la sentència li hauria estat commutada per la de ferro candent, per la qual cosa suposadament duia la marca d'una flor de llis a l'espatlla. D'acord amb Bolsec, anys després tindria Calví també a Ginebra el seu amant, qui l'hauria abandonat després de robar-lo. L'estigma de la presumpta homosexualitat de Calví persistí durant segles, essent freqüentment recordat pels opositors a la seva doctrina.

### Conversió
No se sap del tot quan ni com fou la seva conversió, però sí que se sap que l'1 de novembre de 1533 ocorregué un accident que mostra que s'havia operat un canvi dràstic en les seves conviccions religioses. El rector de la Universitat de la Sorbona a París, Nicolas Cop, l'amic de Calví, pronuncià un discurs en ocasió de l'obertura de l'any acadèmic; però més que no pas un discurs, fou un sermó que mostrava una clara influència tant d'Erasme com de Martí Luter. En aquell sermó, Nicolas Cop defensà la doctrina de la justificació pels mèrits de Crist, alhora que protestà contra els atacs i les persecucions de què eren objecte els qui dissentien de l'Església de Roma: «Heretges, seductors, impostors maleïts, així tenen el costum el món i els malvats de dir a aquells que purament i simplement s'esforcen a insinuar l'evangeli a l'ànima dels fidels». I hi afegí també: «Tant de bo pugueu, en aquest període infeliç, portar la pau a l'Església més aviat amb la paraula que no pas amb l'espasa».
El discurs caigué com una bomba a la universitat i a altres sectors, fins a tal punt que el Parlament inicià un procés contra ell. D'altra banda, començà a córrer el rumor que la mà de Calví estava rere la redacció d'aquell discurs.Si Calví no escrigué el discurs, almenys l'influencià en el to i en el contingut, que era profundament protestant. Una mica més tard, quan Nicolas Cop es dirigia al Parlament per respondre el sumari que li havien preparat en contra, un amic diputat li envià una nota advertint-lo que havia d'escapar si volia viure, car el Parlament estava pressionat per la corona perquè el condemnessin. És així com Calví i Nicolas Cop escaparen de París.
Amb poc més de dos anys adoptà els punts de vista de Luter: negació de l'autoritat de l'Església de Roma per dret diví, negant la successió apostòlica des de Pere, i donant primordial importància a la Bíblia com única regla de fe i de conducta («Sola fides, sola Scriptura»), destacant la doctrina de la justificació de l'home mitjançant la gràcia.
De manera que al conversió de Joan Calví al protestantisme sorgí després del discurs de Nicolas Cop, quan fugiren de França per escriure sobre teologia, la qual cosa acabà per sistematitzar gran part de la teologia reformada que començà amb Martí Luter.

### Etapa a Ginebra
La Reforma Protestant continuava a Europa gràcies a la tasca d'alguns reformadors. Potser un dels més coneguts fou el pastor d'origen francès Guillaume Farel, qui després d'haver estat perseguit i apedregat, gràcies a la seva voluntat aconseguí influir en l'expulsió de Ginebra de l'Església de Roma. Així doncs, el 21 de maig de 1536 aconseguí a la plaça pública de Ginebra, mitjançant la institució de la teocràcia, que tothom acceptés viure «segons l'Evangeli i la paraula de Déu», la qual cosa va obrir les portes a un poder enorme: unir l'Evangeli i la paraula de Déu al govern, creant així el cantó de Ginebra.
En assabentar-se Farel que Calví en el seu viatge al Ducat de Savoia feia nit a Ginebra, el visità on ell s'hostatjava i el convencé que es quedés a Ginebra per realitzar l'obra que Farel reconeixia superior a les seves forces. Calví, amb 26 anys, era ja reconegut a tot Europa per la seva obra acabada de publicar i que tractava sobre l'assentament institucional del cristianisme reformat.
Calví s'establí a la ciutat de Ginebra com lector de la Santa Escriptura a l'església de Sant Pere. Però Calví i Farel no es limitaren només a l'obra a Ginebra. El setembre de 1536 tots dos viatjaren a la ciutat de Lausana, on es trobava Pierre Viret, íntim amic de Calví, treballant-hi com a pastor. La raó del seu viatge era participar en un debat convocat per la ciutat de Berna, amb el propòsit de decidir quina religió havia de predominar en aquell territori. Viret i Farel foren els exponents del bàndol protestant, se suposava que Calví no prendria part activa en la discussió, i dels 174 sacerdots que acceptaren la invitació del bàndol catòlic, només quatre participaren en el debat.
La Catedral de Lausana s'omplí fàcilment. Cinc diputats de Berna acudiren per donar-hi un caràcter oficial a l'afer; també comptaven amb secretaris que havien de copiar la discussió paraula per paraula. Farel fou el primer a parlar; durant una setmana presentà deu tesis que eren rebatudes pel bàndol catòlic, qui acusaren els protestants d'ignorar la tradició dels primers Pares de l'Església sobre la qüestió de la presència de Crist a l'eucaristia. «Si coneguéssiu el que els pares digueren, veuríeu que la vostra posició és falsa i condemnada». Calví se sentí exasperat per aquesta declaració.
Les hores que havia passat estudiant els primers Pares de l'Església, quan estudiava a París, li foren de gran ajuda. S'aixecà i començà a refutar l'orador catòlic. Començà a citar de memòria Sant Cebrià, Tertul·lià, Joan Crisòstom i Sant Agustí i molts altres. I no es limitava pas a mencionar l'autor, sinó que Calví identificava i citava el llibre i el capítol en què el Pare de l'Església havia escrit sobre tal tema. Argumentava d'una manera immaculada. Quan acabà, la multitud estava ja molt excitada. El poble aclamava amb entusiasme aquell jove orador desconegut.
Un frare franciscà alçà la veu dient que aquella era la vertadera doctrina. Demanà a Déu que el perdonés pels seus pecats per haver estat ensenyant i seguint els falsos dogmes de Roma durant tants anys. Molts altres hi estigueren d'acord, malgrat que no ho expressaren tan efusivament. Als mesos següents, 120 sacerdots i 80 monjos dels districtes de Berna se sumaren a la confessió reformada luterana, que havia esdevingut la religió oficial d'aquells territoris.
Mentrestant, a la ciutat de Ginebra Calví s'havia convertit en el principal col·laborador de Guillaume Farel en la tasca de prosseguir en el procés de reforma. Per això, el novembre de 1536 Calví presentà davant el Consell una confessió de fe de 21 articles que el poble havia d'acceptar sota jurament. I uns mesos més tard, a mitjans de gener de 1537, els dos predicadors presentaren un altre document en què demanaven quatre reformes bàsiques per a l'església de Ginebra:
1. Que ningú no participés del Sant Sopar si no era amb vertadera pietat i genuïna reverència. «Per tal raó i per tal de mantenir la integritat de l'Església, és necessària la disciplina». Calví també demanava que el Sopar del Senyor se celebrés amb més freqüència.
2. Que es reformessin les lleis que concernien el matrimoni segons la Paraula, «car el Papa les havia confós de tal manera, dictant decrets al seu arbitri».
3. Que els nens fossin catequitzats pels seus pares, i que de vegades durant l'any acudissin als pastors per assegurar-se que realment estaven aprenent la Paraula de Déu.
4. Que el poble participés activament en els serveis d'adoració cantant psalms. «Hi ha psalms que desitgem que siguin cantats a l'església. Si s'adopta la reforma, la gent haurà de cantar a les esglésies. No han cantat durant segles. Ni tan sols han entès el llatí cantat pels sacerdots».

El consell acceptà sense problemes els últims tres punts, però el tema de l'excomunió era una altra cosa. Els magistrats es resistien a «canviar el que ells consideraven com tirania clerical catòlica per un nou jou protestant». Calví, per part seva, se sentia cada cop més decebut per l'estat moral del poble.
La tensió arribà a tal punt que el consell de la ciutat ordenà a Farel i a Calví que deixessin de predicar, però tots dos desobeïren l'ordre i es negaren a administrar el sagrament, per la qual cosa el consell decidí expulsar-los de Ginebra. I fou així com el 25 d'abril de 1538, Calví i Farel hagueren d'abandonar la ciutat.

### L'exili a Estrasburg

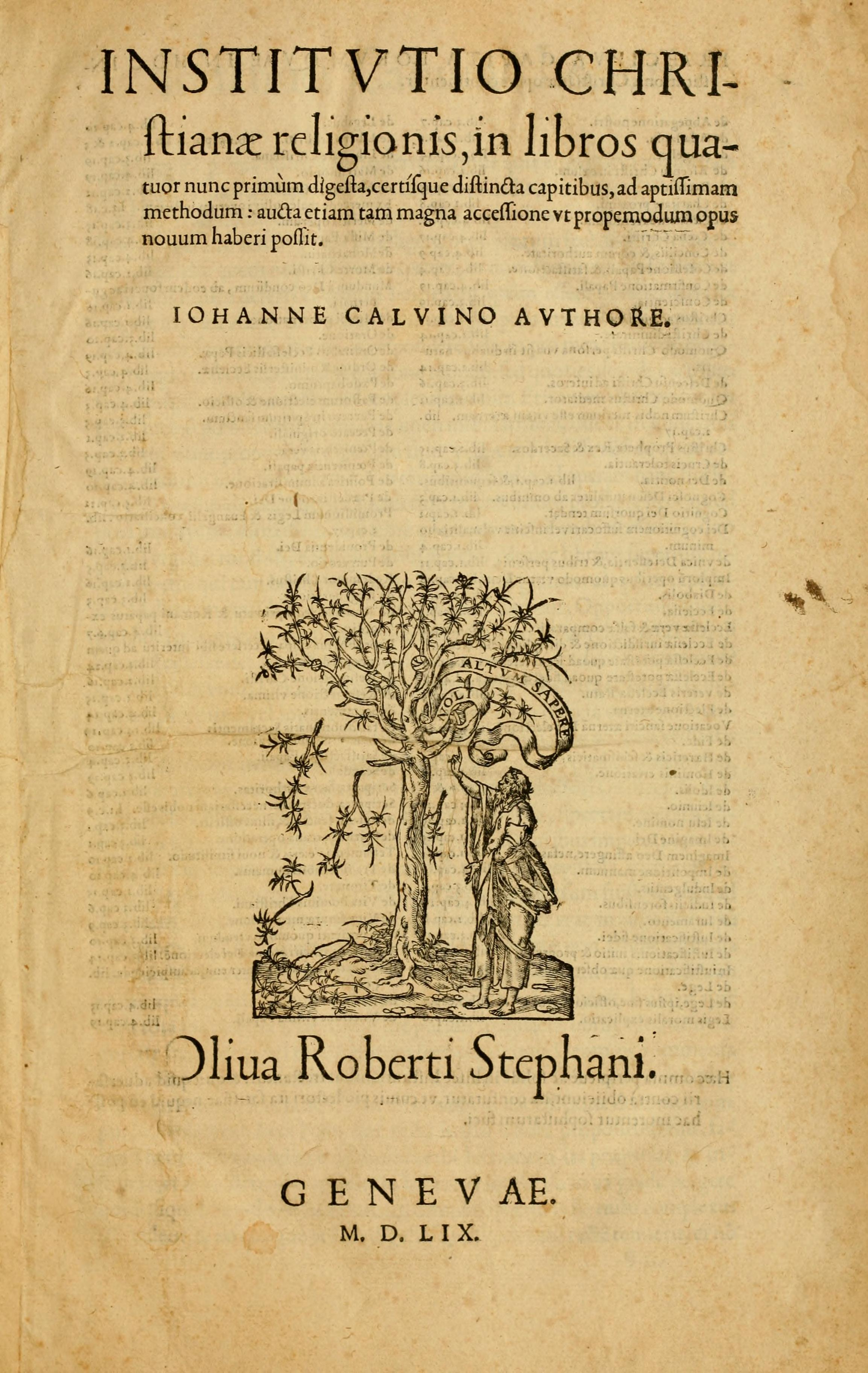
Portada de La institució de la religió cristiana

En sortir de Ginebra tots dos predicadors es dirigiren a la ciutat de Berna, la qual envià una delegació a Ginebra per tractar de resoldre aquell afer. Les discussions no arribaren a bon port, per la qual cosa Calví i Farel decidiren anar-se'n cap a Basilea, a uns 200 km, on arribaren a la fi de maig de 1538. En una carta que Calví envià a un amic li feia conèixer com de difícil era aquell viatge. Aviat Farel rebé una invitació d'urgència per anar a la ciutat de Neuchâtel, que havia acceptat la Reforma. Calví, havent-se quedat sol a Basilea, fou invitat per alguns pastors d'Estrasburg perquè acceptés el pastorat d'una església de refugiats francesos. Aleshores, amb 29 anys, passà tres anys a Estrasburg, on serví com a pastor fins al 1541, gaudint d'un temps de tranquil·litat i calma. Allà es dedicà a escriure, component un himnari amb 18 psalms, el credo apostòlic amb música, 17 capítols del seu llibre La institució de la religió cristiana, un estudi sobre la Carta als romans, entre d'altres. El francès que emprà a ls eva segona edició de les seves Institucions fou tan cuidat que molts el consideraren temps després el pare del francès modern, així com Luter fou considerat sovint el pare de l'alemany modern.
El 1539 Joan Calví es casà amb Idelette de Bure, una vídua que tenia un fill i una filla del seu matrimoni anterior amb un anabaptista a Estrasburg. Calví i Idelette tingueren un fill que morí dues setmanes després de néixer. Idelette també morí aviat, el 1549.

### Retorn a Ginebra
Durant la seva estada a Estrasburg, la situació a Ginebra es feia cada vegada pitjor, de tal manera que el Concili General de la Ciutat demanà a Calví que hi tornés com a pastor. Calví rebé la carta quan es trobava a Worms, on havia estat enviat per la ciutat d'Estrasburg com a representant a quatre dietes convocades de nou per l'emperador Carles, entre els anys 1539 i 1541. Allà Calví desenvolupà una bona amistat amb Philipp Melanchthon que durà 24 anys. En llegir la carta, Calví, després de deu mesos de molta lluita, finalment decidí tornar.

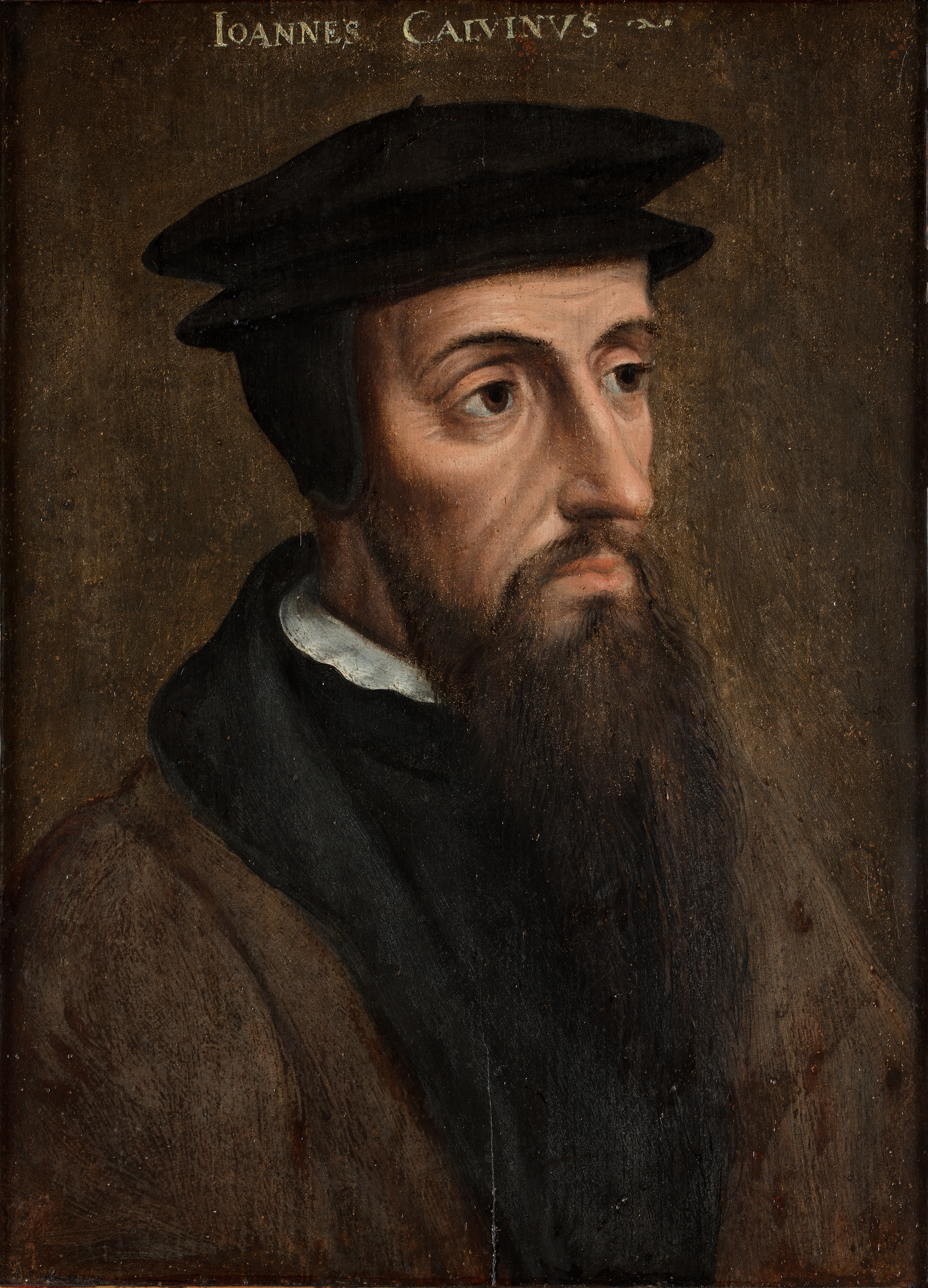
Retrat de Joan Calví, cap a 1550.

Calví tornà a Ginebra el 13 de setembre de 1541 per no marxar-ne ja mai més. En pujar al púlpit per primera vegada, obrí la seva Bíblia al mateix verset que continuava en la seva exposició que quedà suspesa tres anys abans. Predicava diverses vegades el diumenge, i durant algunes setmanes tots els dies. Durant aquell temps un home anomenat Denis Raquenier començà a prendre notes dels sermons de Calví en taquigrafia per al seu propi profit; la seva tasca fou tan precisa i completa que gràcies a aquest esforç es pot comptar avui amb una immensa quantitat dels seus sermons.
El 1551 tingué una disputa teològica amb el metge i teòleg ex-dominic francès Jérome-Hermès Bolsec. Bolsec s'havia manifestat contrari a la idea de predestinació, defensada per Calví, en una discussió pública amb Jean de Saint André. Bolsec no sabia que entre el públic hi havia Calví, i ell s'aixecà per refutar punt per punt les tesis del metge. Després de la discussió, Bolsec fou arrestat per ordre de Calví i després del judici, condemnat a l'exili, en considerar el tribunal que el seu punt de vista no es podia qualificar com heretgia, i que per tant no mereixia un càstig major.
El 1553 Miquel Servet publicà la seva obra Christianismi Restitutio. Servet ja havia mantingut anys abans un intercanvi de cartes amb Calví, a les quals Servet li instava que rebutgés el dogma de la Santíssima Trinitat. Havia llegit el llibre de Calví i havia realitzat anotacions molt crítiques als marges, tornant la còpia corregida a Calví, la qual cosa desagradà enormement al reformador. En una carta adreçada a Farel el 1546, afirmava que si Servet trepitjava Ginebra «no en sortiria viu» Calví suspengué aquell intercanvi epistolar considerant les idees de Servet com herètiques, i quan més endavant es publicà Christianismi Restitutio, sense el consentiment de Calví, es feu arribar a la Inquisició francesa, el seu ajudant De Trye, algunes de les cartes que li havia enviat Servet. Aquell mateix any fou detingut per la Inquisició a Lió, essent interrogat i empresonat a Vienne; el 7 d'abril aconseguí escapar i partí cap a Itàlia. Durant el camí, feu escala a Ginebra, on el 13 d'agost fou reconegut a l'església on predicava Calví i fou detingut i jutjat per heretgia. El consell de Ginebra instigà el judici contra Servet per la seva negació de la Trinitat i per la seva defensa del baptisme en edat adulta. Consultats els cantons de Zuric, Schaffhausen, Berna i Basilea, l'acusat fou condemnat i sentenciat a morir a la foguera. Finalment fou cremat, juntament amb els seus llibres, el 27 d'octubre de 1553 a la plaça de Champel.
Molts luterans que escaparen de França, d'Escòcia i d'Anglaterra fugiren cap a Ginebra, amb la qual cosa, en poc temps, la població es doblà, i arribà a més de 20.000 persones. Entre els protestants escocesos hi havia John Knox, qui arribà a dir de l'església a Ginebra que era la més perfecta escola de «Crist que mai hi havia hagut a la terra des del dia dels apòstols». Durant la seva estada, Knox formà part d'un equip que finalment publicà l'anomenada Bíblia de Ginebra, per al poble de parla anglesa. Fou la primera Bíblia amb notes teològiques al marge, moltes de les quals no eren més que una extensió del ministeri de predicació de Calví. Fou la versió predominant entre els puritans anglesos durant 100 anys i la Bíblia que els peregrins del Mayflower s'emportaren a Amèrica.
Ginebra es convertí en una escola de preparació de pastors. L'acadèmia de Ginebra s'establí el 1559 i, durant el temps del successor de Calví, Théodore de Bèze, es retirà, s'havia entrenat uns 1.600 aspirants per al ministeri. De tal manera, inspirats per la visió de Calví, Ginebra esdevingué un nucli missioner molt important. Aquest esforç comportà resultats, sobretot a Escòcia i a França. El 1555 només hi havia una església reformada completament organitzada a França. Set anys més tard n'hi havia 2.000, algunes d'elles molt nombroses. Durant la dècada de 1560, més de 2 milions de francesos pertanyien ja al protestantisme.

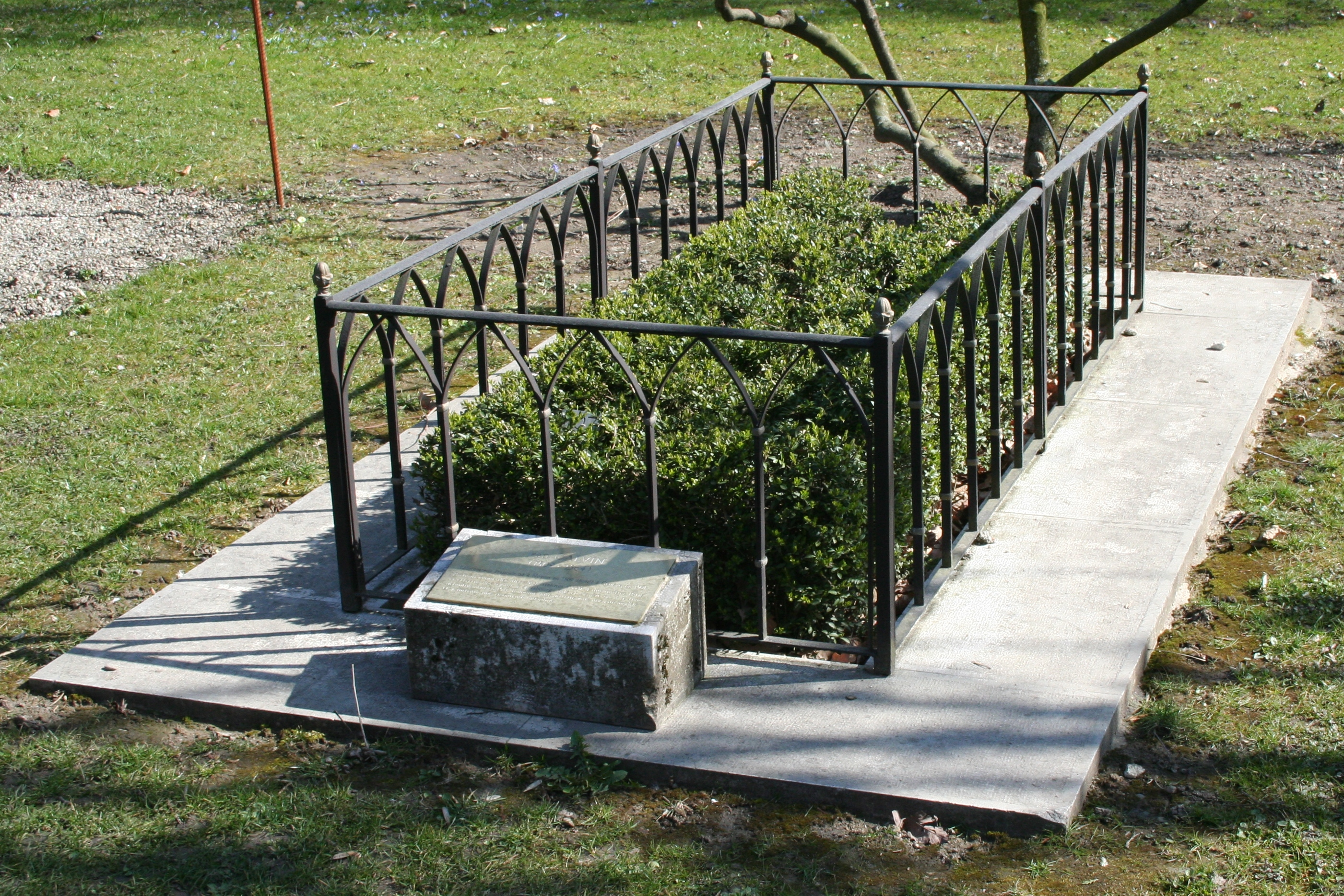
Tomba tradicionalment atribuïda a Calví al cementiri dels Reis de Ginebra.

No cal suposar que aquest fou un temps de pau per a Calví. A més de totes les afliccions físiques que patia, Calví era constantment atacat pels membres del partit dels llibertins, qui ostentaven dur una vida licenciosa, però alhora pretenien participar del Sopar del Senyor, quelcom que Calví mai no permeté. En certa ocasió, un membre d'aquest partit, Philibert Berthelier, fou excomunicat per la seva promiscuïtat sexual i, per tant, se li prohibí participar en el Sopar. El concili de la ciutat revocà la decisió, de manera que Berthelier es presentà a l'església amb homes armats amb espases i disposats a lluitar. Calví baixà del púlpit, s'interposà entre la multitud i l'altar, i els digué: «Podeu trencar aquestes mans, podeu tallar aquests braços, podeu prendre'm la vida, la meva sang és vostra, podeu vessar-la; però mai no m'obligareu a donar les coses santes al profà i deshonrar aquesta taula del meu Déu». Els llibertins no tingueren més remei que sortir de l'església.
Calví finalment morí amb 54 anys el maig de 1564, en braços de Théodore de Bèze, el seu successor. El seu cos fou exposat al públic però davant l'afluència de tants visitants, els reformadors temeren que els acusessin de veneració de sants, així que fou enterrat l'endemà en una tomba anònima, al cementiri dels Reis de Ginebra. No se sap la ubicació exacta de la tomba, però es col·locà una pedra funerària al segle xix per marcar la ubicació tradicionalment considerada com la de Calví.

## El testament de Calví
Prop de la mort, Calví redactà el seu testament: 
| « | Dono testimoni que visc i em proposo morir en aquesta fe que Déu m'ha donat mitjançant el Seu Evangeli, i que no depenc de res més per a la salvació que la lliure elecció que Ell ha fet per mi. De tot cor abraço la Seva misericòrdia, mitjançant la qual tots els meus pecats queden coberts, per causa de Crist, i per causa de la Seva mort i patiments. Segons la mesura de la gràcia que m'ha estat donada, he ensenyat aquesta Paraula pura i senzilla, mitjançant sermons, accions i exposicions d'aquesta Escriptura. A totes les meves batalles amb els enemics de la veritat no he emprat sofismes, sinó que he lluitat la bona batalla de manera frontal i directa. | » |

Calví mantingué el seu sou de cent corones i rebutjà acceptar-ne més. Després de viure 55 anys, només deixà 300 corones als seus hereters, a més de la seva biblioteca, que fou venuda a bon preu. Quan Calví abandonà Estrasburg per tornar a Ginebra, volgueren donar-li els privilegis de ciutadà lliure de la seva ciutat i el sou d'un prebendat, que li havia estat assignat. Acceptà els primers privilegis, però rebutjà els segons. S'emportà un dels seus germans a Ginebra, però no s'esforçà perquè li donessin un lloc honorífic. Tingué cura de l'honor de la família del seu germà, aconseguint la llibertat d'una dona adúltera i llicència perquè pogués tornar a casar-se. Però fins i tot els seus enemics conten que li feu aprendre l'ofici d'enquadernador de llibres, en què treballà després durant tota la seva vida.
Des d'aquesta perspectiva es pot observar les seves conviccions sobre la vida i la mort tal com l'entengué l'apòstol Pau de Tars a la Carta als Filipencs, on morir és un guany, però viure per servir a l'Església, així com adverteix els seus deixebles de viure la vida cristiana com la bona i vertadera batalla de la fe.